# 전부금
전부금이란 전부명령을 통해 청구하는 금원이다.

## 사례
- 갑이 을에게 물품을 공급하고 그 대금을 지급받지 못하자 물품대금청구의 소를 제기하여 승소확정판결을 받았다. 갑이 알아본 결과 을은 별 재산이 없고 다만 병에 대하여 공사대금채권을 가지고 있을 뿐이었다. 갑은 위 승소확정판결에 따라 법원에 채권압류 및 전부명령을 신청하여 을의 병에 대한 공사대금채권에 관하여 채권압류 및 전부명령을 받았고, 그 무렵 위 채권압류 및 전부명령이 제3채무자인 병에게 송달되어 그대로 확정되었다. 그 후 갑은 병에게 전부금의 지급을 구하였지만 병은 을에게 공사대금채무 부담이 없다고 말하며 그 지급을 거절하였다. 이런 경우, 갑은 병을 상대로 전부금 청구의 소를 제기하여 승소판결을 받은 다음 병의 재산에 대하여 경매 등 강제집행을 함으로써 전부금채권의 만족을 얻을 수 있다.[1]

## 판례
- 가분적인 금전채권의 일부에 대한 전부명령이 확정되면 특별한 사정이 없는 한 전부명령이 제3채무자에 송달된 때에 소급하여 전부된 채권 부분과 전부되지 않은 채권 부분에 대하여 각기 독립한 분할채권이 성립하게 된다[2].

## 참고 문헌
- 완도신문 <법률칼럼> 전부금과 소멸시효 이익의 포기 2013년 9월 26일